# Никола Бъчваров (ВМРО)
Никола Котев Бъчваров е български революционер, деец на Вътрешната македоно-одринска революционна организация и на Вътрешната македонска революционна организация.

## Биография
Никола Бъчваров е роден на 15 юли 1879 година в кайлярското село Лъка, тогава в Османската империя, днес в Гърция. Получава основно образование. Заминава на гурбет в Цариград, а след това в Торонто, Канада. Завръща се в Македония и участва в Илинденско-Преображенското въстание от 1903 година като четник при Никола Досев. След въстанието се прехвърля в България, а през 1904 година е четник на Пандо Сидов. През 1908 година е вече четник при Димко Богоев, а между 1909 и 1910 година е в леринската чета на Пандил Шишков.
Участва в Балканските войни като доброволец в Македоно-одринското опълчение. В документите на Опълчението е отбелязан Никола Бъчваров, четник на Пандо Шишков, но от Емборе, което е централното на района. През Първата световна война служи в 4-та рота на Първи пехотен македонски полк. След 1920 година е член на възстановената ВМРО и е близък със Симеон Евтимов. Междувременно членува в Илинденската организация.
След Деветосептемврийския преврат от 1944 година е репресиран и изселван. Негов син е македонският деец Васил Бъчваров. Умира на 5 април 1960 година.